# Szalone życie Maddy Riley
Szalone życie Maddy Riley (ang. Life of Riley, 2009–2011) – brytyjski serial komediowy nadawany przez stacje BBC One i BBC HD od 8 stycznia 2009 roku do 1 czerwca 2011 roku. W Polsce jest nadawany od 7 lutego 2011 roku na kanale BBC Entertainment.

## Fabuła
Rozwódka Maddy (Caroline Quentin), samotna matka małego Teda (Patrick Nolan), wychodzi za Jima Rileya (Neil Dudgeon). Mężczyzna jest ojcem dwóch nastoletnich córek, Katy (Lucinda Dryzek) i Danny (Taylor Fawcett). Niebawem rodzina powiększa się o najmłodszego potomka – Rosie, wspólne dziecko Maddy i Jima. Obecność pod jednym dachem przedstawicieli różnych pokoleń sprawia, że ich życie rodzinne obfituje w różne zabawne sytuacje.

## Obsada
- Caroline Quentin jako Maddy Riley
- Patrick Nolan jako Ted Jackson
- Neil Dudgeon jako Jim Riley
- Lucinda Dryzek jako Katy Riley
- Taylor Fawcett jako Danny Riley
- Heather Craney jako Alison Weaver
- John Bell jako Anthony Weaver
- Jordan Clarke jako Adam Weaver
- Richard Lumsden jako Roger Weaver